# 蕭孝穆
蕭孝穆（しょう こうぼく、? - 1043年）は、遼（契丹）の外戚。小字は胡独菫。欽哀蕭皇后の弟にあたる。

## 経歴
国舅詳穏の蕭陶瑰の子として生まれた。統和28年（1010年）、西北路招討都監に累進した。開泰元年（1012年）、建雄軍節度使に遙任され、検校太保の位を加えられた。この年、朮烈らの反乱が起こると、孝穆は反乱軍を撃破した。冬、可敦城に進軍した。阻卜が5群の牧長の査剌・阿睹らと結んで起兵を図ると、孝穆はかれらをことごとく殺害し、かれらの仲間を壊滅させた。功績により九水諸部安撫使に転じた。開泰2年（1013年）12月、西北路招討使となった。開泰3年（1014年）4月、北府宰相に任じられ、忠穆熙覇功臣の称号を賜り、検校太師・同中書門下平章事の位を加えられた。
太平2年（1022年）、知枢密院事となり、漢人行宮都部署をつとめた。太平3年（1023年）、燕王に封じられ、南京留守・兵馬都総管となった。太平8年（1028年）、拒馬河の北宋との国境に戍長を置いて巡察させるように上奏し、容れられた。太平9年（1029年）、大延琳が東京遼陽府で反乱を起こすと、孝穆は都統として大延琳を討ち、蒲水で戦った。孝穆の中軍がやや後退したところを、副部署の蕭匹敵と都監の蕭蒲奴が両翼から挟撃して、反乱軍を撃破し、手山の北まで追撃した。太平10年（1030年）、大延琳が遼陽城に逃げ込んで籠城すると、孝穆はこれを包囲し、重城を築いて内外の交通を遮断した。楊詳世らが大延琳を捕らえて降伏し、大延琳の乱は鎮圧された。孝穆は東平王に封じられ、東京留守に転じ、佐国功臣の称号を賜った。
太平11年（1031年）、興宗が即位すると、孝穆は秦王に徙封され、再び南京留守となった。重熙6年（1037年）、呉国王に進み、北院枢密使に任じられた。重熙8年（1039年）、領内の戸籍を整備して徭役の負担を公平化するよう上奏した。重熙9年（1040年）、楚王に徙封された。興宗は国力の充実をみて南征の軍を起こそうと考え、群臣にも賛同する者が多かった。孝穆は太祖や太宗の南征が失敗に終わっている前例を挙げ、国力は富強でも勲臣宿将の多くは物故しており、北宋との盟約を破棄する口実もないと言って反対した。重熙12年（1043年）1月、南院枢密使となった。6月、再び北院枢密使となり、斉王に徙封された。10月、死去した。大丞相・晋国王の位を追贈され、諡は貞といった。
孝穆は外戚として高位にあったが、驕った態度を見せず、推薦した人物はみな忠実な人物であった。「国宝臣」と称され、著に『宝老集』があった。弟の蕭孝先・蕭孝誠・蕭孝友・蕭恵も名が知られた。

## 子女

### 子
- 蕭阿剌
- 蕭撒八

### 女
- 仁懿蕭皇后

## 伝記資料
- 『遼史』巻87 列伝第17